# Тшижече
Тшижече (пол. Trzyrzecze) — село в Польщі, у гміні Суховоля Сокульського повіту Підляського воєводства.
Населення — 145 осіб (2011).
У 1975-1998 роках село належало до Білостоцького воєводства.

## Демографія
Демографічна структура станом на 31 березня 2011 року:
|          | Загалом | Допрацездатний вік | Працездатний вік | Постпрацездатний вік |
| -------- | ------- | ------------------ | ---------------- | -------------------- |
| Чоловіки | 68      | 12                 | 47               | 9                    |
| Жінки    | 77      | 13                 | 44               | 20                   |
| Разом    | 145     | 25                 | 91               | 29                   |